# Christopher Cain
Christopher Cain (* 29. Oktober 1943 in Sioux Falls, South Dakota) ist ein US-amerikanischer Filmregisseur, Drehbuchautor und Filmproduzent.
Sein Debüt als Regisseur gab er 1976 mit dem Film Elmer, später führte er die Regie des Films Young Guns (1988), bei dem er auch einer der Produzenten war.
Er ist seit 1969 mit der Schauspielerin Sharon Thomas verheiratet. Das Paar hat drei Kinder, darunter den Adoptivsohn Dean Cain, der als Schauspieler arbeitet.

## Filmografie

### Regisseur
- 1973: Brother, My Song
- 1976: Elmer
- 1976: Grand Jury
- 1977: Sixth and Main
- 1979: Charlie and the Talking Buzzard
- 1984: The Stone Boy
- 1985: Lose Control (That Was Then… This Is Now)
- 1986: Die Legende vom schwarzen Fluß (Where the River Runs Black)
- 1987: Der Prinzipal – Einer gegen alle (The Principal)
- 1988: Young Guns
- 1990: Auf Todesrädern (Wheels of Terror, Fernsehfilm)
- 1992: Pure Country
- 1994: Karate Kid IV – Die nächste Generation (The Next Karate Kid)
- 1995: Little Panda (The Amazing Panda Adventure)
- 1997: Rose Hill – Der Traum vom Wilden Westen (Rose Hill, Fernsehfilm)
- 1997: Der 100.000 $ Fisch (Gone Fishin’)
- 1998–1999: Die glorreichen Sieben (The Magnificent Seven, Fernsehserie, 5 Episoden)
- 1999: Lakota Moon (Fernsehfilm)
- 2000: Vater wider Willen (A Father’s Choice, Fernsehfilm)
- 2001: PC and the Web
- 2007: September Dawn
- 2010: Pure Country 2: Die Gabe (Pure Country 2: The Gift)
- 2012: Deep in the Heart

### Drehbuchautor
- 1973: Brother, My Song
- 1976: Elmer
- 1976: Grand Jury
- 1977: Sixth and Main
- 1979: Charlie and the Talking Buzzard
- 2007: September Dawn
- 2010: Pure Country 2: Die Gabe (Pure Country 2: The Gift)

### Produzent
- 1973: Brother, My Song
- 1976: Grand Jury
- 1977: Sixth and Main
- 1988: Young Guns
- 2007: September Dawn
- 2010: Pure Country 2: Die Gabe (Pure Country 2: The Gift)